# Effet de neige à Vétheuil
Effet de neige à Vétheuil est un tableau réalisé durant l’hiver 1878-1879 par Claude Monet. Il fait partie de la collection du musée d’Orsay.

## Contexte
Début 1878, Monet loge à Paris avec Camille, enceinte de leur deuxième enfant, et leur fils Jean. Les conditions sont précaires : Camille est très souffrante et la renommée n’est pas encore au rendez-vous. Le montant des ventes est modeste et les dettes s’accumulent. Ses amis Manet et Caillebotte, plus à l’aise financièrement, lui apportent une aide précieuse, mais la pression des créanciers s’accentuent. L’exposition universelle qui se tient à Paris attire l’attention. Il n’est pas question d’organiser une exposition de peintres impressionnistes : même le très officiel Salon voit sa date d’ouverture repoussée. Monet peine aussi à trouver des sujets dans la capitale, et dès l’été, il emménage à Vétheuil. Les Hoschedé, en grande difficulté financière également, s'installent dans la même maison. Elle est assez vaste pour loger les deux familles.
Les lieux environnants inspirent le peintre qui réalise rapidement une vingtaine de toiles les représentant pendant la belle saison. Le village y figure déjà, mais il sera particulièrement représenté durant l’hiver suivant sur une demi-douzaine de paysages de neige.
Il utilise ici son bateau-atelier pour représenter le village depuis la Seine.

## Sujet
La composition utilise le contraste entre l’horizontalité des berges et la verticalité de l’église. La représentation est marquée par des touches dynamiques, suggérant les formes plutôt qu’en ayant le souci du détail. Les blancs, subtilement mêlés de teintes roses, bleues ou vertes témoignent d’une approche sensible du traitement de la lumière. Bien que révélant une certaine immobilité, le sujet est traité par un sens du mouvement qui donne toute son originalité au tableau.

## Devenir de l'œuvre
Acheté par Caillebotte en janvier 1879, le tableau est légué à l’État français en 1894. À la création du musée d’Orsay en 1986, il est transféré dans ses collections.
Il figure au catalogue de la 4e exposition impressionniste qui s’est tenue en 1879.
Il participe à une vingtaine d’expositions en Europe, aux États-Unis, en Corée, à Taïwan et au Japon.